# 라디오 스튜디오 54 네트워크

라디오 스튜디오 54 네트워크 로고

라디오 스튜디오 54 네트워크(Radio Studio 54 Network)는 이탈리아 칼라브리아주 로크리에 위치한 라디오 방송국이다. 칼라브리아 주, 시칠리아주, 풀리아주에 대해 서비스를 제공한다. 24시간 방송되며 인터넷 스트리밍 또한 제공하고 있다.

## 개요
친구인 Pietro Parretta와 Francesco Massara에 의해 1985년 6월 6일 로크리에 설립되었다. 방송국은 Via Don Vittorio, 148에 위치하고 있다.

## 스튜디오 54 에인절스

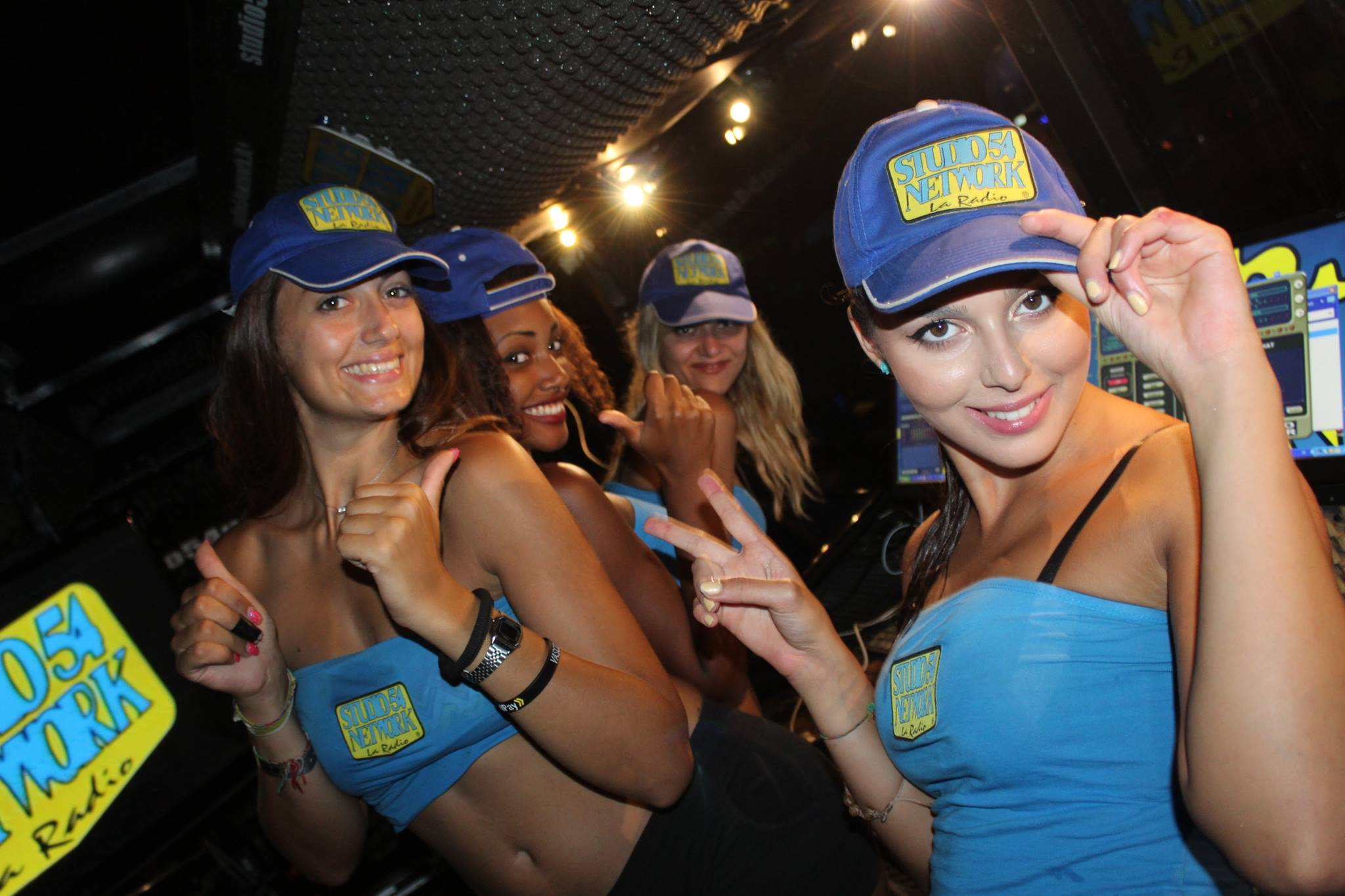
스튜디오 54 에인절스

스튜디오 54 에인절스(Studio 54 Angels)는 라디오 방송국의 일명 모델로, 집차를 타고다니며 방송국의 외부 활동에 대해 지원한다.